# André Messager
André Messager (n. 30 decembrie 1853, Montluçon, Auvergne, Franța – d. 24 februarie 1929, Paris, Île-de-France, Franța) a fost un compozitor și dirijor francez.

## Biografie
André Messager a urmat școala Niedermeyer, studiind compoziția sub îndrumarea lui Eugène Gigout, Gabriel Fauré și Camille Saint-Saëns, pianul cu Adam Laussel și orga cu Clément Loret. Ulterior, a lucrat alături de Saint-Saëns. Fauré i-a oferit un post de organist al corului bisericii Saint-Sulpice. Cariera sa de dirijor a început la Folies-Bergère, după care a dirijat orchestra teatrului Eden din Bruxelles în 1880. A devenit organist la biserica Saint-Paul-et-Saint-Louis în 1881 și la Sainte-Marie des Batignolles din 1882 până în 1884.
În 1882, André Messager a călătorit la Bayreuth împreună cu Gabriel Fauré. În 1898, când Albert Carré a devenit director al Opéra-Comique, Messager a fost numit dirijor și a rămas acolo până în 1903. În 1900, a prezentat în premieră opera „Louise” de Gustave Charpentier, iar în 1902, „Pelléas et Mélisande”, pe care Claude Debussy i-a dedicat-o. Între 1901 și 1907, a dirijat Grand Opera Syndicate la Covent Garden din Londra. De la 1 ianuarie 1908 până la 30 iulie 1914, a fost codirector al Opera din Paris alături de Leimistin Broussan.
Începând cu 1905, André Messager a fost al doilea dirijor al Concertelor Lamoureux. A dirijat Société des Concerts du Conservatoire din 1908 până în 1919, orchestră cu care a făcut un turneu în Statele Unite în 1918, susținând concerte în cincizeci de orașe. A efectuat, de asemenea, un turneu în Argentina. În 1926, a fost ales în secțiunea a V-a (compoziție muzicală) a Academiei de Arte Frumoase, succedându-i lui Émile Paladilhe.
În 1913, André Messager a devenit unul dintre membrii de onoare ai Société nationale des beaux-arts.
André Messager a compus în principal pentru teatru, scriind muzică de balet (inclusiv „Les Deux Pigeons” din 1886, prezentată la Opéra Garnier), operete și opere. Pe lângă numeroasele sale lucrări lirice, a compus, împreună cu Gabriel Fauré, „Messe des pêcheurs de Villerville”, precum și „Souvenirs de Bayreuth”, care sunt o caricatură sau o distracție bazată pe principalele teme ale lui Richard Wagner. Unele dintre lucrările sale orchestrale au avut succes, cum ar fi simfonia sa, care a primit medalia de aur a Société des compositeurs și a fost prezentată în premieră la concertele Colonne pe 20 ianuarie 1878.
André Messager este înmormântat în cimitirul Passy (diviziunea 15) din Paris. A doua sa soție a decedat în 1938.